# Macronema percitans
Macronema percitans är en nattsländeart som beskrevs av Walker 1860. Macronema percitans ingår i släktet Macronema och familjen ryssjenattsländor. Inga underarter finns listade i Catalogue of Life.

## Bildgalleri

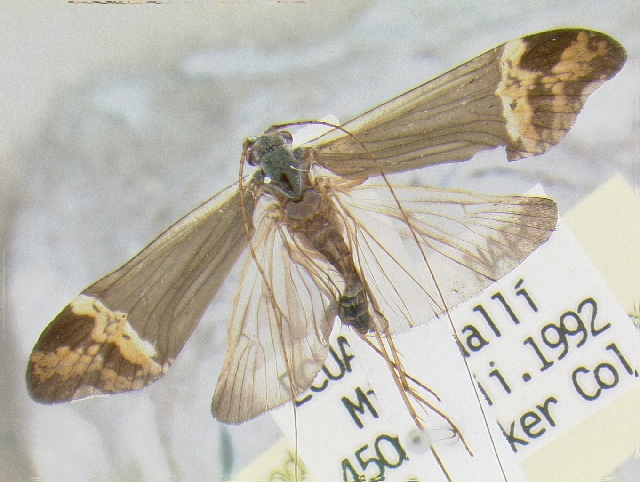